# Orco (torrent)
L'Orco est un gros torrent du Piémont, affluent à l’Ouest du Pô, qui parcourt environ 90 km, d’abord dans la vallée de l'Orco puis dans le Canavais.
Son bassin hydraulique accueille un des plus importants complexes hydroélectriques du Piémont, constitué de 6 digues : Agnel, Serrù, Ceresole, Telessio (ou Teleccio), Valsoera, Eugio et de nombreuses centrales de production.
L'Orco est renommé pour la présence de sable aurifère anciennement exploité. Aujourd’hui, il existe encore, au niveau amateur, des recherches de paillettes d’or.
Communauté de montagne du Val d'Orco et Soana

## Origine du nom
Le nom latin du cours d'eau était Orgus flumen, comme l’atteste Pline.

## Parcours
Il naît du lac Rosset (2 709 m), alimenté par les neiges du versant piémontais du massif du Grand-Paradis, et est presque immédiatement barré par les digues formant les bassins des lacs Agnel et Serrù.
Impétueux et abondant, il arrive dans la commune de Ceresole Reale où il est barré par une imposante digue qui forme le lac de Ceresole.
Immédiatement en aval du barrage, il rejoint le centre de Noasca où, à partir de là, son débit est progressivement augmenté par divers torrents provenant pour la plupart de sa gauche.
Le torrent baigne ensuite le centre de Locana et Sparone jusqu’au Pont-Canavese où il reçoit le torrent Soana, son principal affluent de gauche qui accroît encore son débit, pour arriver dans la cité de Cuorgnè où son lit gravillonné s’élargit pour recevoir, de sa gauche, le torrent Piova. Peu plus en aval, il entre dans la plaine canavaise, reçoit à droite, les eaux provenant du mont Soglio et du val Gallenca. Près de Rivarolo Canavese il conflue avec la torrent Malesina venant de gauche, formant un large lit caillouteux traversé par deux autoroutes, la A5 et la A4. Débouche dans le Pô près de Chivasso à 177 mètres d’altitude.
En 2005, la "Confluence Pô - Orco - Malone" a été reconnue ZNIEFF (SIC en italien) (code: IT1110018).

## Principaux affluents
Le bassin de l'Orco, spécialement dans sa partie montagneuse, se présente de manière asymétrique : Alors qu’à droite la ligne de partage des eaux avec les vallées de Lanzo gène la formation d’un réseau hydrographique, sur sa gauche les eaux des torrents créent des vallées plutôt longues et ramifiées en direction de la Vallée d'Aoste.
Les principaux affluents sont :
- À droite: le torrent Gallenca;
- À gauche: les torrents Ribordone, Soana, Piova et Malesina.

## Régime hydrologique

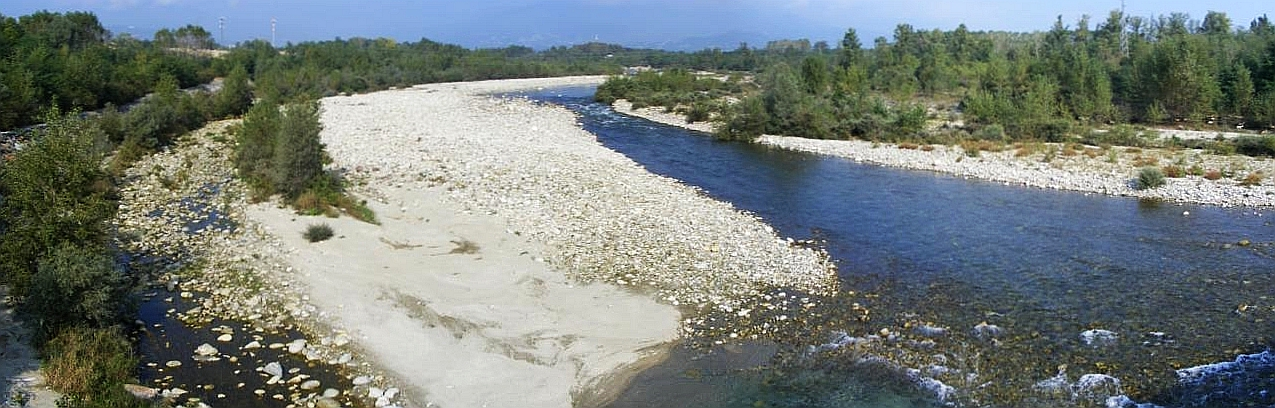
L'Orco à Rivarolo Canavese du pont sur la route SS460 de Ceresole.

L'Orco, bien qu’il soit défini comme torrent, a un débit d’eau pérenne et abondant (presque 24 m3/s. à l’embouchure) et est caractérisé par des crues en fin de printemps et en automne et beaucoup plus réduites en été.
La dénomination torrent est appropriée en cas de précipitations exceptionnelles, montrant toute la furie des eaux de l’Orco pendant les grosses crues qui provoquent des dégâts non négligeables.
En octobre 2000, à la suite de fortes précipitations dans partie haute de son bassin (supérieur à 700 mm), la violente crue (1 700 m3s à Cuorgnè et plus de 2 000 à l’embouchure) dévasta totalement la vallée.
Outre les dégâts causés aux personnes, la crue de 2000 (et en moindre mesure celle de septembre 1993) a aussi modifié la morphologie du cours d’eau. L'Orco en effet, comme l’attestent les analyses de la cartographie antérieure, était passé au cours du XXe siècle d’une morphologie d’un cours d'eau en tresses à un canal unique, avec un lit d’écoulement fortement creusé par rapport au terrain plat de la campagne. Le torrent avait subi un rétrécissement notable de son lit, duquel de vastes zones ont été utilisées à des fins urbaines et industrielles. Les crues exceptionnelles de 1993 et 2000, avec les érosions latérales causées par l’énorme masse d’eau boueuse, ont récupéré le terrain abandonné par le torrent, réactivant les anciens bras fluviaux recréant, localement, les conditions d’un cours d'eau en tresses comme par le passé.

### Débit moyen
Source : AA.VV., Piano di tutela della acque - Allegato tecnico II.h/1 Bilancio delle disponibilita' idriche naturali e

## Sources
- (it) Cet article est partiellement ou en totalité issu de l’article de Wikipédia en italien intitulé « Orco (torrente) » (voir la liste des auteurs).